# Мотиваційний оратор

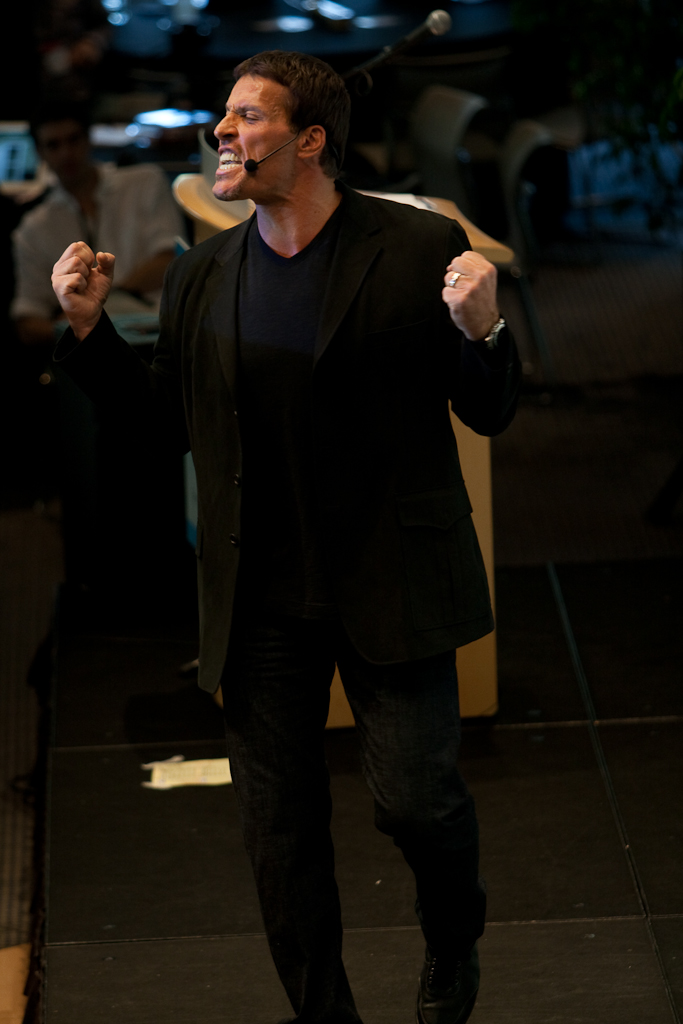
Тоні Роббінс

Мотиваційний оратор (або натхненний оратор) — це оратор, який виступає з промовами, спрямованими на мотивацію або натхнення аудиторії. Такі оратори можуть намагатися кинути виклик своїй аудиторії або змінити її. Сама промова широко відома як підбадьорлива промова.
Мотиваційні оратори можуть виступати з промовами в школах, коледжах, місцях релігійного поклоніння, компаніях, корпораціях, урядових установах, конференціях, виставках, самітах, громадських організаціях та подібних місцях.